# Décennie 1420 en architecture
| Années de l'architecture : 1417 - 1418 - 1419 - 1420 - 1421 - 1422 - 1423    |
| Décennies de l'architecture : 1390 - 1400 - 1410 - 1420 - 1430 - 1440 - 1450 |

Cet article présente les faits marquants de la décennie 1420 en architecture.

## Événements
- 1419-1427 : construction du portique de l'Ospedale degli Innocenti (l'hôpital des Innocents) à Florence par Filippo Brunelleschi. La première colonne est érigée le 29 janvier 1421 et l'hôpital  entre en fonction le 25 janvier 1445[1].
- 7 août 1420 : début des travaux de construction du dôme de la cathédrale Santa Maria del Fiore, à Florence, inaugurée le 27 mars 1436. Le plan et l’édification de la coupole sont confiés à l’architecte Filippo Brunelleschi[2].
- 28 octobre 1420 : inauguration de la Cité interdite à Pékin[3] (début des travaux en 1406)[4].
- 24 décembre 1420 : décision de construire l'hôtel de ville ou Casa Sfatului de Brașov en Roumanie[5].
- 1420 :  construction de la Médersa d'Ulugh Beg sur la place du Régistan à Samarcande, avec le Gurkhani Zij, l'observatoire astronomique d'Ulugh Beg construit en 1428[6].
- Vers 1420-1532 : le Machu Picchu est occupé de façon permanente[7].
- 12 février 1421 : inauguration du temple du ciel à Pékin[3].
- 1421 : date traditionnelle de la construction de la mosquée de Larabanga au Ghana[8].
- 1421-1428 : construction de la Sagrestia Vecchia de la basilique San Lorenzo de Florence par Filippo Brunelleschi[9].
- 1421-1434 : construction du Ca' d'Oro à Venise sur les plans de Marco d'Amadio pour le doge Marino Contarini (it)[10].

- 10 juillet 1422 : fondation de la collégiale du Folgoët[11]. Création de l'école d’architecture et de sculpture du Folgoët, sous la protection du duc de Bretagne (1423-1509). Un art flamboyant se diffuse en Bretagne[12].
- 1422-1428 : construction de la Vieille Sacristie, chapelle funéraire des Médicis à Saint-Laurent par Brunelleschi[13].
- 4 janvier 1424 : la construction du Jami Masjid, mosquée de la ville-palais d'Ahmedabad en Hindoustan, est achevée[14].
- 27 mars 1424 : Giovanni et Bartolomeo Bon commencent la construction de l'aile ouest du palais des Doges à Venise, terminée avant 1457[15] (aile de la salle du Scrutin).

- Vers 1425 : début de la reconstruction du chœur de l'abbaye de Sherborne, en Angleterre[16].
- 1426-1434 : construction de la chapelle du Fondateur dans le monastère de Batalha au Portugal[17] par David Huguet.
- 1428 : construction de l'église Saint-Augustin d'Amatrice, en Italie[18].
- 1429 : Filippo Brunelleschi reçoit la commande de la  chapelle des Pazzi à la basilique Santa Croce de Florence. La construction commence entre 1442 et 1446[19].

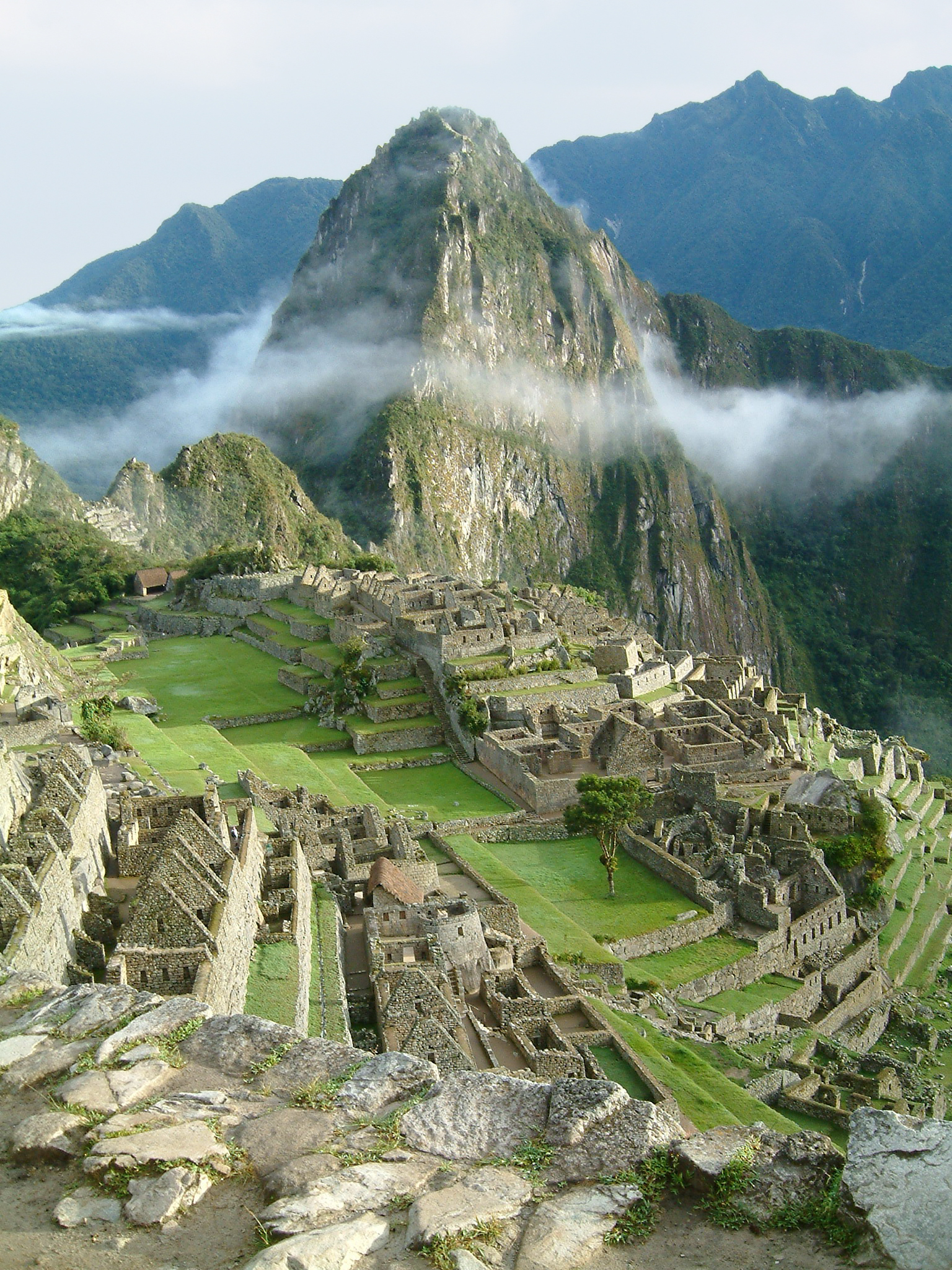
Ruines du Machu Picchu.
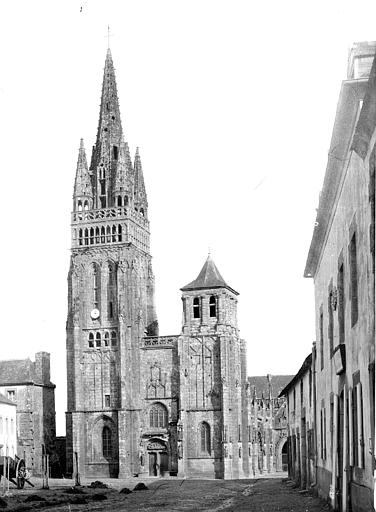
Collégiale du Folgoët
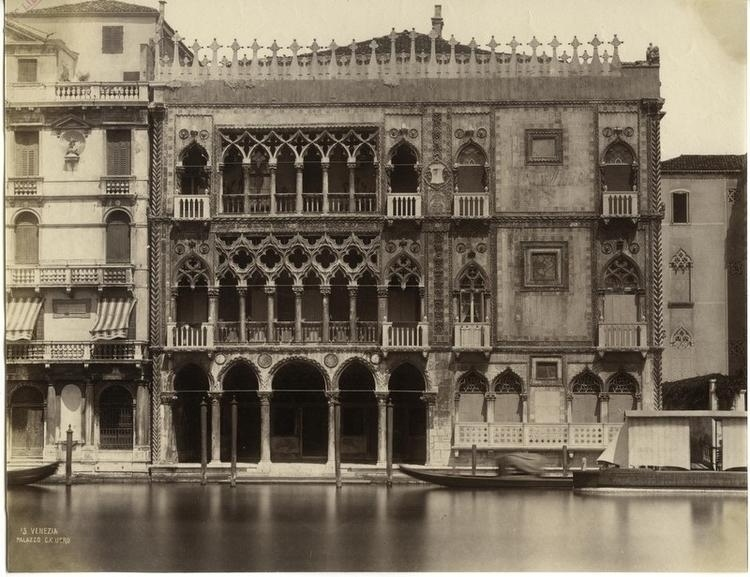
La Ca' d'Oro. Photo Carlo Naya, ca 1870
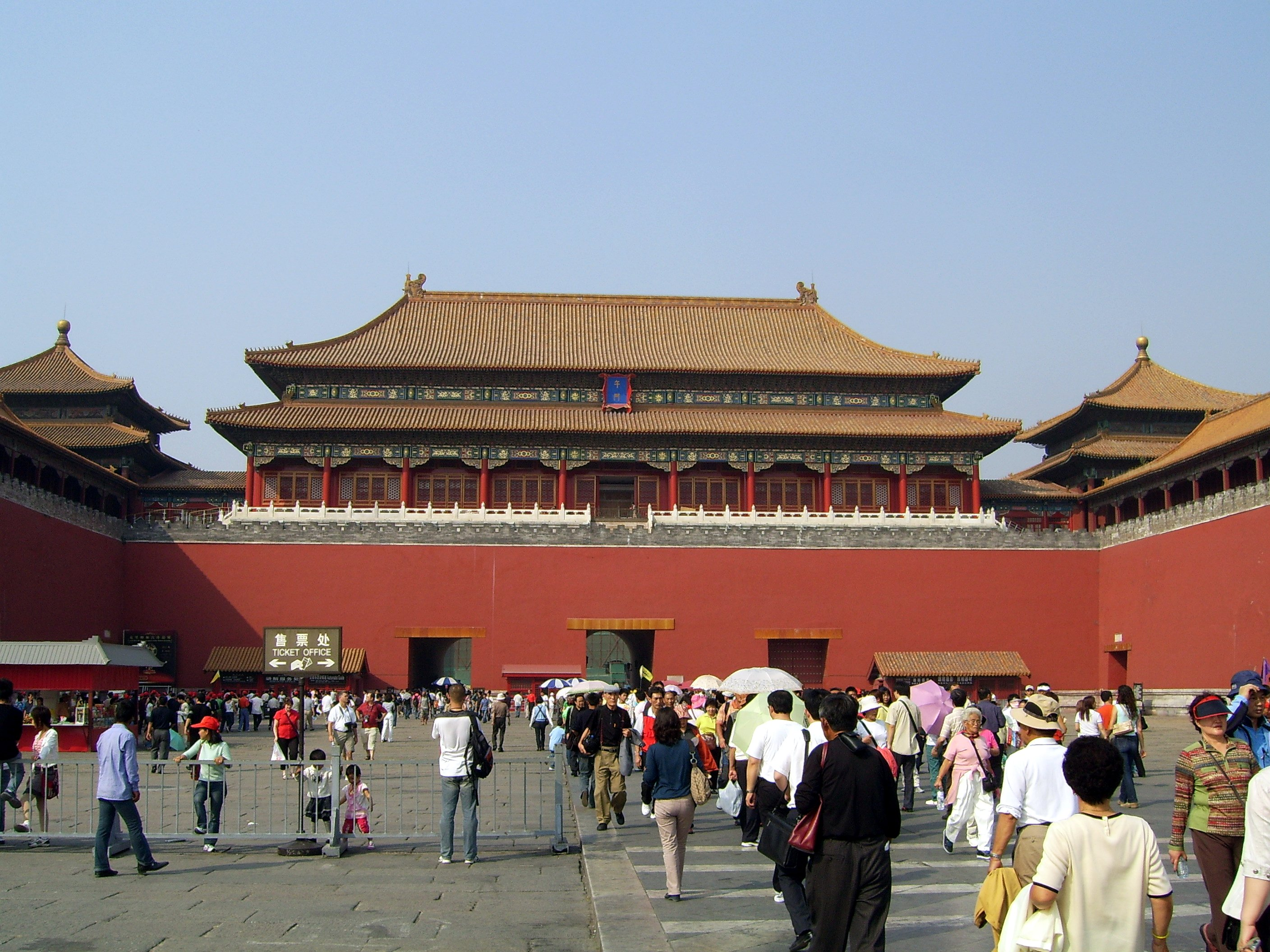
La Cité interdite à Pékin
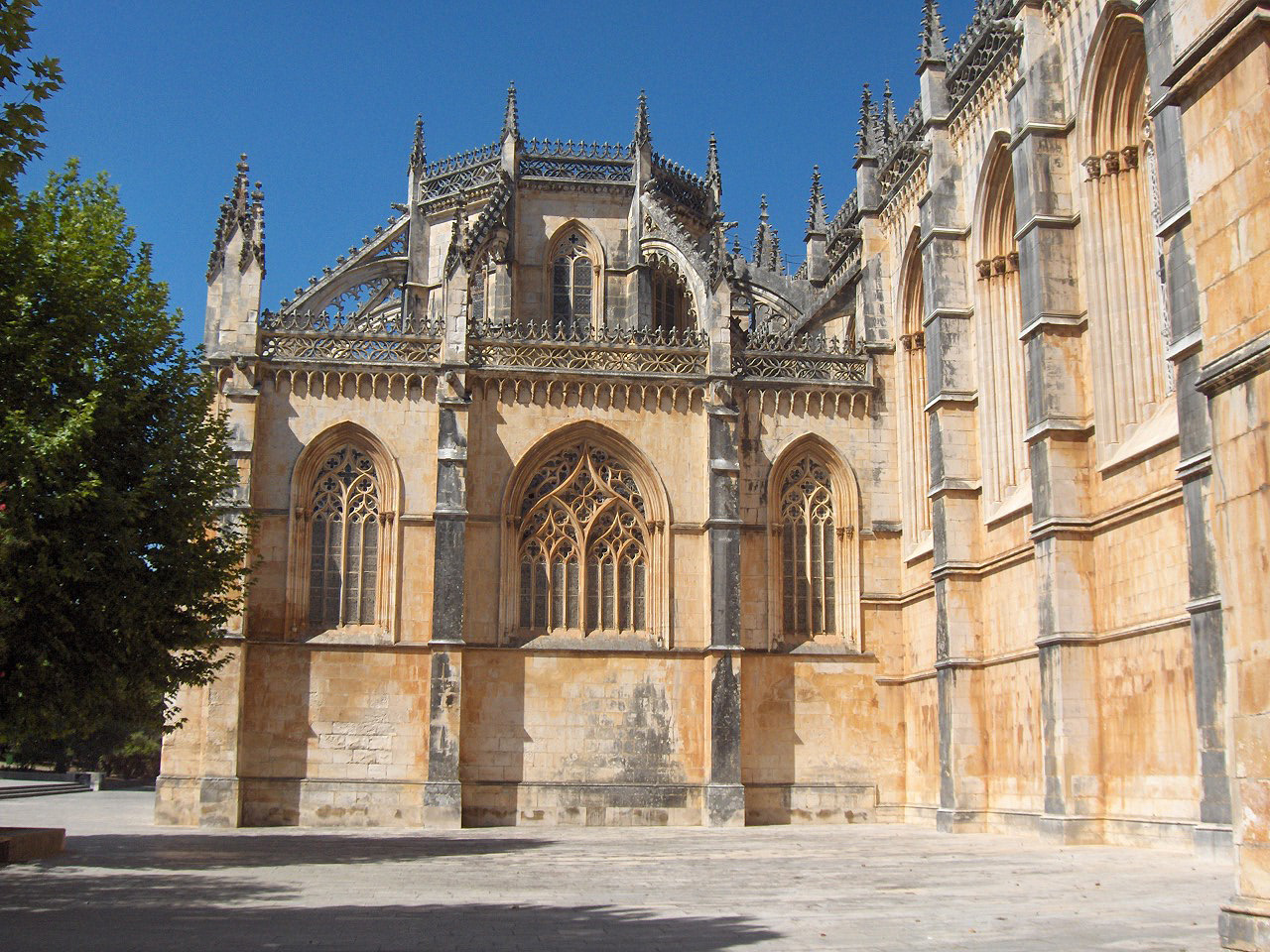
Chapelle des Fondateurs
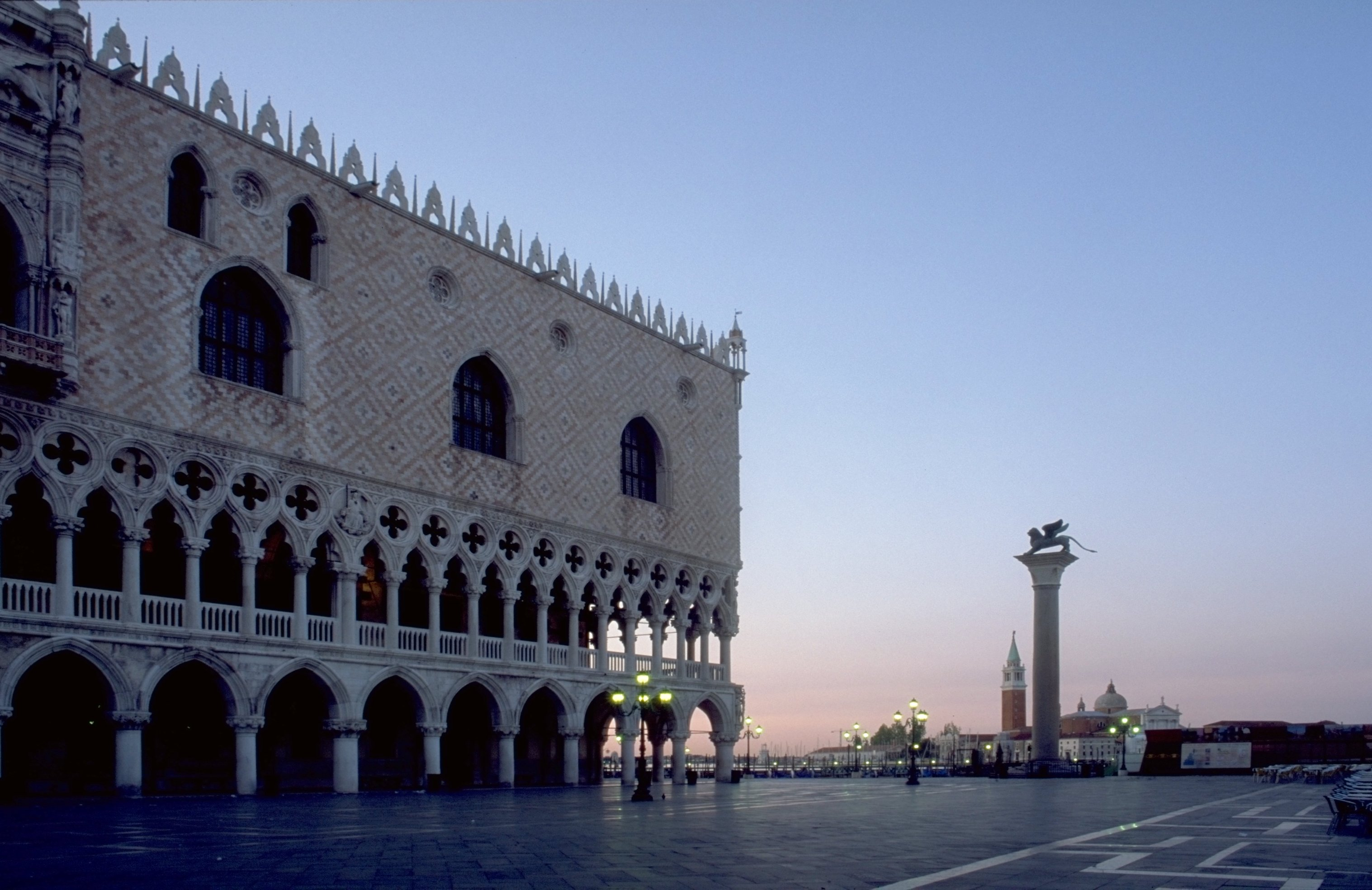
Le palais des Doges à Venise
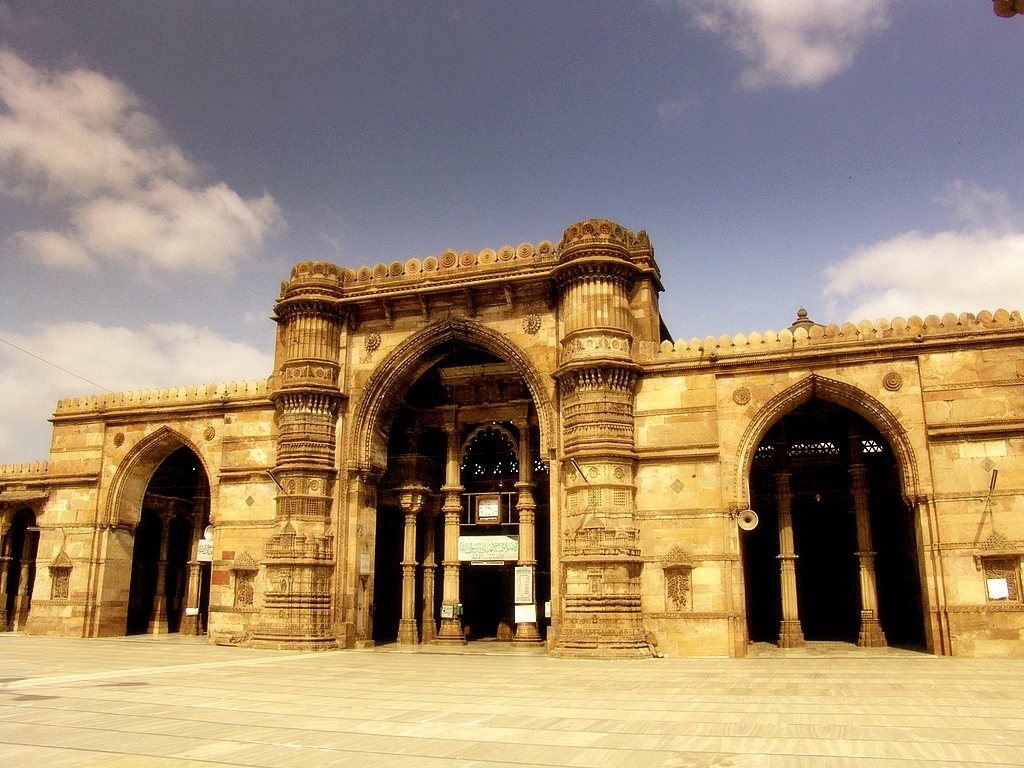
Jami Masjid (Ahmedabad)

## Naissances
- vers 1429 : Guiniforte Solari († vers 1481)